# Agricultura no Paraná
A agricultura no Paraná é, historicamente, uma das principais atividades econômicas desse estado brasileiro. Os mais importantes produtos da agricultura paranaense são o trigo, o milho, o feijão e a soja, riquezas das quais foram obtidos recordes de safra, competindo com os demais estados. Em 2019 a safra paranaense de grãos de verão foi estimada em 23,3 milhões de toneladas.
O Paraná é o líder da produção de feijão no país desde 2006. O cultivo da soja é um dos mais recentes e foi expandido tanto no norte como no oeste do estado, e depois no sul. A cafeicultura, que é uma das principais atividades agrícolas do estado, embora não desfrute da mesma grandiosidade de antigamente (o Paraná, sozinho, já chegou a produzir 60% do café de todo o mundo), ainda faz com que o Paraná continue sendo um dos maiores produtores da federação brasileira. As plantações mais densas de café revestem a área a oeste de Apucarana. Em segundo lugar, o café é produzido nos terrenos da área zoneada de Bandeirantes, Santa Amélia e Jacarezinho.

## Celeiro agrícola e cooperativismo
Em território paranaense, a zona de produção atinge altos índices produtivos e, em sua estrutura fundiária, são predominantes as diminutas fazendas. Seus solos são férteis e sua topografia é conhecida por ser propícia, e isso tornou o Paraná, em algumas dezenas de anos, numa das principais unidades federativas do Brasil em que a agricultura produz muitas frutas, verduras e legumes. O Paraná, denominado de “Celeiro Agrícola”, deu a sua colaboração com mais de um quarto de alimentos e de matéria-prima produzidos no Brasil para a atividade agroindustrial.
As atividades que as cooperativas agrícolas desenvolvem, são fatores principais para as do setor primário no Paraná. As cooperativas, no Paraná, impulsionaram mais na década de 1960, tendo exercido importância cada vez maior da função nas atividades rurais consolidadas. Plantam, colhem, armazenam, criam animais, exportam produtos e implantam a agroindústria rural. Ainda, por intermédio de um cooperativismo que atua, elas oferecem assistência técnica e orientam para educar e melhorar a saúde de seus associados.

## Cafeicultura

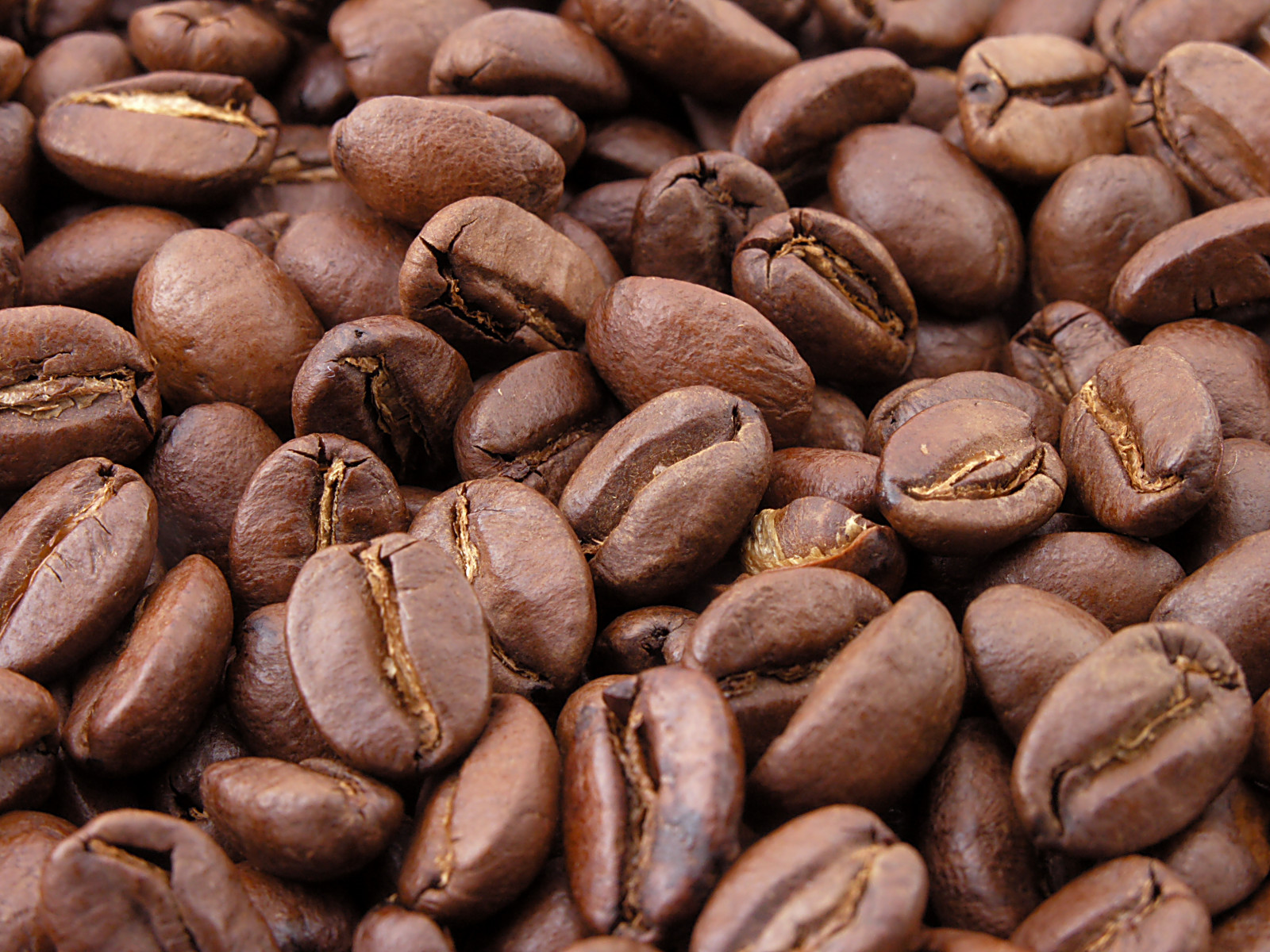
Grãos de café tostado (natural).

O café é um dos principais produtos da agricultura no Paraná. O café paranaense é vendido em outros países, gerando muito lucro, o que acontece de importante para a economia do Brasil. A cafeicultura requer clima cálido, permeabilidade e profundidade do solo, e seu grande inimigo é a geada.
No final do século XIX, lavradores paulistas e mineiros iniciaram a formação de fazendas de café no norte do estado, rico em terras férteis, de solo conhecido como "terra roxa". A esse tipo de ocupação veio juntar-se a colonização dirigida, tanto oficial como particular. Ocorreram também novas levas de colonos imigrantes, notadamente japoneses, italianos e alemães. Em 1924 Lord Lovat visitou o Paraná e três anos depois obteve do governo uma concessão de 500 mil alqueires de terra no norte do estado. Fundou então a Paraná Plantation Ltd. que, ao lado da Companhia de Terras do Norte do Paraná e da Companhia Ferroviária do Norte do Paraná, executou o plano de colonização dessa região. O eixo da operação foi Londrina, que a partir daí cresceu em ritmo vertiginoso.

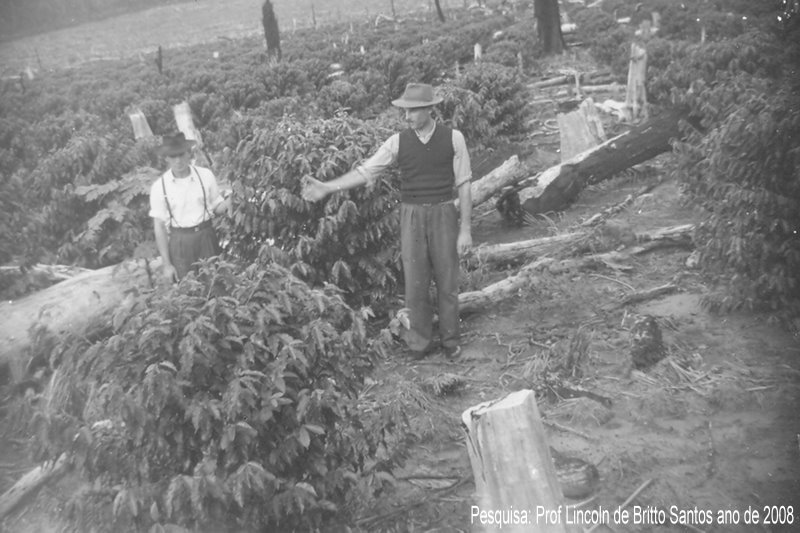
Plantação de café no Paraná em 1955.

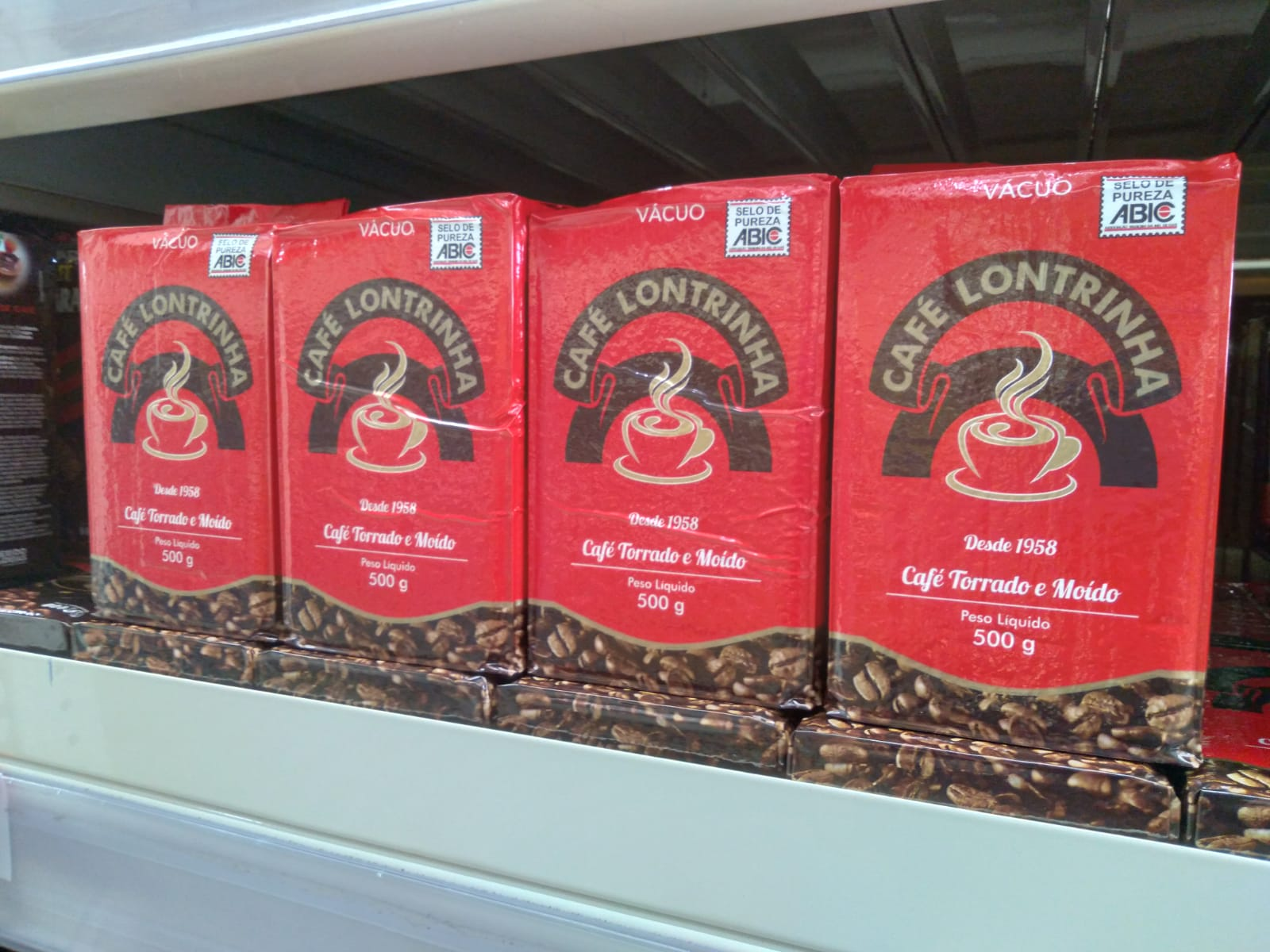
Café embalado a vácuo, marca da cidade de Ponta Grossa.

No início da década de 1960, o Paraná sofreu muito com a estiagem, tempo seco e geadas. Neste período o estado concentrava cerca de 50% da produção nacional de café. Ao todo, eram 1,8 milhão de hectares de café, com uma média de 20 milhões de sacas colhidas. Em 1963 o Paraná foi atingido por um grande incêndio florestal, um dos maiores incêndios ocorridos no Brasil no século XX. O incêndio queimou cerca de 10% do território do estado, 8 mil imóveis em 128 municípios e matou mais de 100 pessoas. Cerca de 20 mil hectares de plantações foram destruídas. No final da década de 1960 o Paraná foi gradativamente diversificando suas culturas e a cafeicultura começava a perder espaço. A diversificação dos cultivos na agricultura só foi intensificada drasticamente após 1975, inclusive com a mecanização do campo.
No início da década de 1970 o Paraná somava 1,120 milhão de hectares destinados ao cultivo do café. Durante o inverno de 1975 uma intensa massa de ar polar atingiu o Paraná. O estado registrou naquele ano temperaturas extremamente baixas, inclusive com uma intensa nevasca em Curitiba. Na madrugada de 18 de julho de 1975 ocorreu o fenômeno conhecido como "geada negra", que provoca o congelamento da parte interna das plantas, deixando a planta escura, queimada e morta. As consequências para a agricultura foram devastadoras, dizimando as lavouras, principalmente toda a produção cafeeira. Em um ano, 300 mil hectares de café foram erradicados. Para a economia do estado ocasionou prejuízos inestimáveis, provocando grande recessão econômica no Paraná.
Em 2018 o Paraná produziu 937,6 mil sacas de café, em uma área reduzida a pouco mais de 53 mil hectares. As mais importantes regiões que ainda produzem café são as de Umuarama, de Paranavaí, de Cornélio Procópio, de Ivaiporã, de Campo Mourão, de Jacarezinho, de Londrina e de Ibaiti.

## Cereais e leguminosas
O termo “cereais” é a denominação dada a certos vegetais cujas sementes (grãos) podem ser diminuídas à farinha para a nutrição. Os mais importantes cereais plantados no Paraná são: milho, arroz e trigo.
O milho é uma gramínea de origem sul-americana porque, durante o descobrimento do Novo Mundo por Cristóvão Colombo, já era plantado pelos indígenas. O milho plantado mostra uma grande quantidade de benefícios em cima do trigo: requer pouco solo e pouco clima, oferece os mais diversos produtos e alimenta, ademais, o homem, também sustém os animais. No Paraná, as microrregiões que mais produzem milho são as de Toledo, de Francisco Beltrão, de Cascavel, de Guarapuava, de Pato Branco, de Ponta Grossa, de Foz do Iguaçu e de Capanema.
O arroz é, hoje, o cereal mais consumido no mundo inteiro. Plantado no país inteiro, o que transforma o Brasil numa nação que produz muito arroz no mundo. No Paraná, esta cultura é desenvolvida com maior quantidade de arroz de sequeiro. As principais microrregiões que mais produzem arroz são as de Guarapuava, Cornélio Procópio, Francisco Beltrão, Paranavaí, Campo Mourão, Ponta Grossa, Jacarezinho e Wenceslau Braz.
O trigo, que é um cereal que exige solo e clima, achou, no Paraná, condições ambientais que favorecem o seu plantio. As microrregiões que mais produzem trigo são as de Toledo, Campo Mourão, Cornélio Procópio, Goioerê, Cascavel, Ponta Grossa, Londrina e Porecatu. Ainda existem na família das gramíneas demais cereais que são o centeio, a cevada e a aveia. Estas três culturas não requerem solos e são plantados após o trigo ser colhido. Em 2019 a cevada atingiu 60,4 mil hectares, e 11% de aumento da produção, com 243,1 mil toneladas. As microrregiões que mais produzem centeio, cevada e aveia são as de Guarapuava, Campo Mourão, Apucarana, Cascavel, Prudentópolis, Palmas, Irati e Ponta Grossa. O sorgo é outro cereal difundido na agricultura do Paraná, sendo uma valiosa planta forrageira.
As leguminosas abrangem as plantas que fazem nascer frutos no formato de vagens, onde são encontradas as sementes. As principais leguminosas são o feijão e a soja. O feijão é um vegetal de plantio simples e acelerado. Ambas as safras anuais são produzidas pelo Brasil: a das águas, cuja época de colheita é entre dezembro e janeiro; a das secas, cuja época de safra é entre março e abril. As microrregiões que mais produzem feijão são as de Francisco Beltrão, Irati, Prudentópolis, Wenceslau Braz, Ponta Grossa, Ivaiporã, Telêmaco Borba e União da Vitória. O município de Prudentópolis, por exemplo, é conhecido por ser o maior produtor de feijão preto do Brasil. O Paraná lidera entre os estados a produção de feijão no país.
A soja, planta de origem asiática (feijão-chinês), foi adaptada com facilidade ao clima subtropical no Brasil. Vegetal dos mais plantados, se expandiu porque é bastante procurado em outros países. No mercado interno a soja é aceita principalmente como matéria-prima na indústria de óleos alimentícios. No ano de 2019 a estimativa da área de soja chegou a 5,48 milhões de hectares, e a produção em aproximadamente 20 milhões de toneladas. Os municípios que mais produzem soja são encontrados nas microrregiões de Toledo, Cascavel, Goioerê, Guarapuava, Foz do Iguaçu, Ponta Grossa e Londrina. O tremoço, que é uma leguminosa difundida em território paranaense, oferece grãos próprios para a alimentação após o seu devido tratamento.

## Plantas industriais
Integram esse grupo, os vegetais plantados de modo a oferecer matéria-prima para a atividade fabril. São eles: algodão, amendoim, rami, mamona, cana-de-açúcar e fumo.
O algodão é uma riqueza principal na agricultura do Paraná. O algodão oferece fibras para fabricar tecidos e sementes para produzir óleo e ração animal. Merecem destaque, como produtores de algodão, as microrregiões de Goioerê, Toledo, Umuarama, Cornélio Procópio, Campo Mourão, Ivaiporã, Astorga e Cascavel.
As condições mais favoráveis de cultivo de amendoim encontram-se na região do arenito Caiuá. O amendoim é uma planta oleaginosa industrialmente valiosa. As microrregiões que mais produzem amendoim são as de Toledo, Umuarama, Cianorte, Francisco Beltrão, Campo Mourão, Pato Branco, Cascavel e Astorga.
O rami é um vegetal têxtil, ou seja, próprio para a produção de roupas, e planta herbácea de origem asiática. Ela foi difundida no Brasil, no começo do século XX. O rami é adaptado a toda categoria de terreno e aos climas tropical e subtropical. O rami oferece fibra valiosa, devido ao aspecto que tem de ser mesclado com facilidade entre o algodão, a seda, a lã e o linho. Uraí, no Norte Pioneiro, foi o primeiro município a plantar rami no Paraná. A plantação cresceu porque a indústria têxtil em São Paulo estava interessada no rami e também devido à destruição dos cafezais do Norte do Paraná pelas geadas. As microrregiões que mais produzem rami são as de Londrina, Assaí, Campo Mourão, Cornélio Procópio, Goioerê, Faxinal, Floraí e Porecatu.
Das sementes da mamona é extraído o óleo de rícino, bastante usado na atividade industrial. O óleo de mamona constitui lubrificante de qualidade superior, congela menos; por esse motivo é utilizado em meios de transporte como aviões a jato e foguetes. As microrregiões que mais produzem mamona são Ivaiporã, Umuarama, Pitanga, Goioerê, Cianorte, Faxinal, Campo Mourão e Toledo.

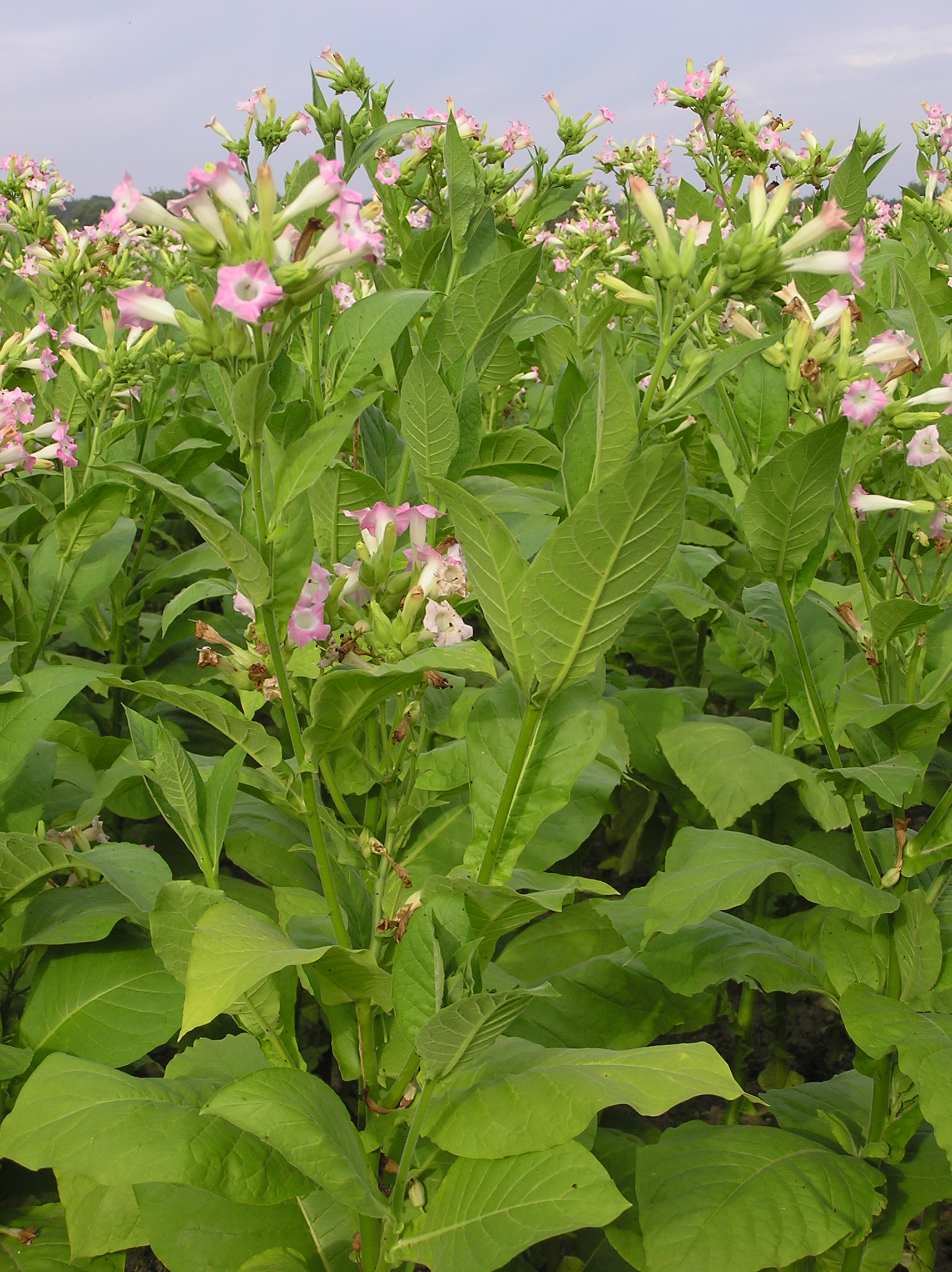
Nicotiana tabacum (tabaco).

A cana-de-açúcar, essa gramínea, de origem hindu, é a primeira lavoura da história do Brasil. A cana-de-açúcar oferece matéria-prima para a industrialização do açúcar, o álcool, a rapadura e demais produtos também. A cana foi uma das principais alternativas do Norte do Paraná que vivia basicamente do café até a década de 1970. Após a geada negra de 1975, muitos cafezais se transformaram em canaviais. No Paraná, as microrregiões que mais produzem cana-de-açúcar são as de Astorga, Jacarezinho, Cianorte, Cornélio Procópio, Porecatu, Paranavaí, Campo Mourão e Ivaiporã. Merece destaque o município de Jacarezinho, que na safra 2019/2020 produziu 1,5 milhão de toneladas de cana. A região abriga cerca de 33 mil hectares de canaviais. A matéria-prima local tem como principais destinos a indústria de açúcar, de etanol e serve ainda como fonte de energia com a queima do bagaço e a transformação em biomassa. O Paraná nos últimos anos foi considerado o quinto maior produtor de cana do Brasil, com 34,3 milhões de toneladas na safra 2019/2020.
As folhas do fumo ou tabaco, devido ao seu preparo, são usadas para a satisfação das necessidades de matéria-prima dos que fabricam cigarros. As microrregiões que mais produzem fumo são as de Prudentópolis, Irati, Rio Negro, São Mateus do Sul, União da Vitória, Capanema, Foz do Iguaçu e Francisco Beltrão.
Podem ser citadas ainda, como plantas industriais: girassol, giesta, hortelã, estévia, canola e acerola. Das sementes do helianto, é extraído um óleo de qualidade superior para culinária, geralmente conhecido como de girassol. Sudoeste e oeste do Paraná são as regiões que mais plantam girassol. A casca dos colmos da giesta oferecem uma fibra dura, usada para fabricar vassouras e cordoalhas. Este vegetal é plantado no Norte do Paraná. A menta, um aroma usado para fornecer sabor aos doces, pasta dental, remédios e demais produtos fabricados, é produzida pela hortelã. O seu plantio é encontrado especialmente no decorrer do vale do rio Ivaí. A estévia, uma planta originária da América do Sul, medra no Norte e oeste do estado. É extraído de suas folhas um adoçante que é trezentas vezes mais adocicado em relação ao açúcar de cana. A canola é uma planta difundida, em tempos recentes no Norte do Paraná. É fabricado de seus grãos um óleo altamente valioso para a alimentação. O plantio da acerola está se espalhando por uma grande diversidade de lugares do Estado. Seus frutos oferecem elevada quantidade de vitaminas.

## Tubérculos, raízes e plantas de horta

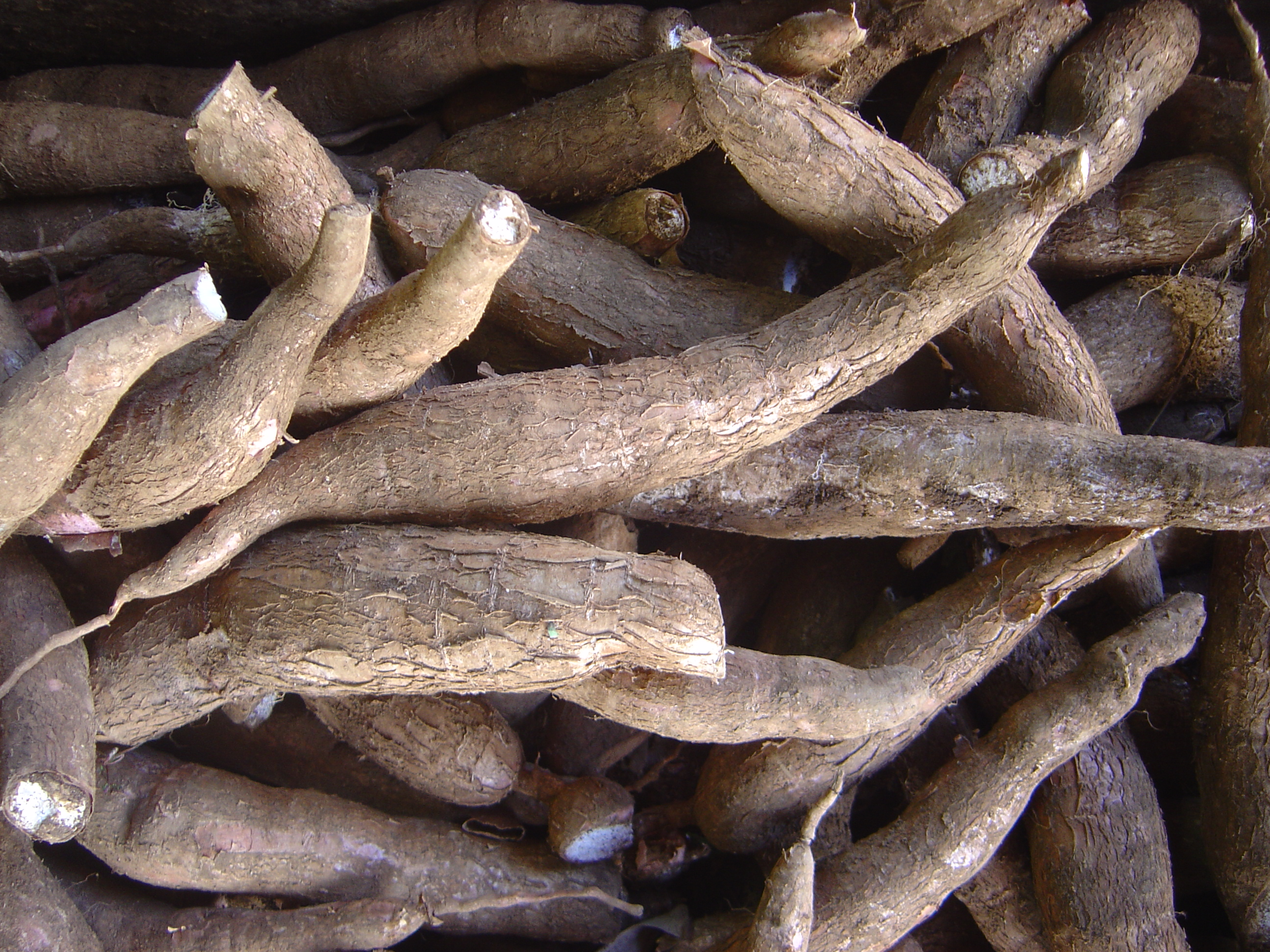
Manihot esculenta (mandioca).

Os tubérculos oferecem massas alimentícias feitas de fécula que vêm do subsolo com seus pés e raízes. No Paraná merecem destaque, por serem valiosos na agricultura: a batata e a mandioca.
A batata, um vegetal de origem sul-americana, sabido e plantado pelos incas, exige terreno suave, aprofundado e pode ser mais livre. As microrregiões que mais produzem batata são as de Curitiba, Lapa, Guarapuava, Rio Negro, Ponta Grossa, São Mateus do Sul, Prudentópolis e Irati.
A mandioca, da mesma forma, é um vegetal de origem sul-americana. Na América do Sul, possivelmente encontra-se também em estado selvagem. Os indígenas foram os mais antigos povos que plantaram a mandioca como alimento e para fazer bebidas que estimulam a mente e o corpo. Há ambas as variedades de mandioca: a mansa (aipim) e a brava. Esta última é inadequada para a nutrição em seu estado natural, porque possui veneno. No entanto, com o devido preparo, oferece a farinha de mandioca. Em relação a produtividade, para a safra 2019/2020 foi previsto uma área de plantio de 139 mil hectares, com uma produção de 3,3 milhões de toneladas de mandioca. As microrregiões que mais produzem mandioca são as de Toledo, Paranavaí, Cianorte, Francisco Beltrão, Cascavel, Campo Mourão, Foz do Iguaçu e Capanema.
Ademais dos estudos sobre a produção de culturas, legumes e plantas parecidas são produzidas pelo Paraná. Destacam-se por serem economicamente valiosos: a cebola, o alho e o tomate. As microrregiões que mais produzem cebola são as de Curitiba, Prudentópolis, Irati, Ponta Grossa, Rio Negro, Wenceslau Braz e Jaguariaíva. As microrregiões que mais produzem alho são as de Wenceslau Braz, Jaguariaíva, Maringá, Assaí, Toledo, Curitiba, Ivaiporã e Apucarana. Já, as microrregiões que mais produzem tomate são as de: Curitiba, Wenceslau Braz, Apucarana, Londrina, Assaí, Paranaguá, Cerro Azul e Porecatu.

## Fruticultura
A fruticultura é uma atividade principal da agricultura. Diversas frutas, especialmente as tropicais, são produzidas pelo Brasil, devido ao clima quente. O Paraná produz mais laranja, banana, maçã, pêssego e uva.
Quanto à laranjeira, nos municípios de Cerro Azul, conhecido pelo apelido de “Capital da Laranja”, e Paranavaí, merecem destaque no Paraná, como as municipalidades que mais produzem frutos da referida planta. As microrregiões que mais produzem laranjas são as de Cerro Azul, Paranavaí, Francisco Beltrão, Capanema, Pato Branco, Cornélio Procópio, Foz do Iguaçu e Toledo.
Os municípios que mais produzem banana, vegetal que só cresce com o calor, são Morretes e Guaratuba.  As microrregiões que mais produzem banana são Paranaguá, Francisco Beltrão, Capanema, Cerro Azul, Wenceslau Braz, Toledo, Cornélio Procópio e Ivaiporã. A bananicultura recebe destaque no Litoral do Paraná. Em 2023 Guaratuba liderou como o maior município do Paraná produtor, com uma área de 3,2 mil hectares e produção anual de cerca de 77 mil toneladas, valor que representa mais de 47% da produção estadual. Em 2023 o Paraná teve um produção de banana de 160,8 mil toneladas, com área de 7,7 mil hectares, ee acordo com os registros da Seab/Deral. Esse volume gerou um Valor Bruto da Produção (VBP) de 213,3 milhões de reais, correspondendo a 5,38% do VBP da fruticultura paranaense, que totalizou 2,88 bilhões de reais.
A maçã é desenvolvida em clima ameno. Seu plantio tem crescido há pouco, com as técnicas produtivas melhoradas. Sobressaem as microrregiões de Guarapuava, Palmas, Lapa, Jaguariaíva, Rio Negro, Londrina, Ponta Grossa e Curitiba. O Paraná é o terceiro maior produtor nacional de maçã, com uma safra em torno de 32 mil toneladas, destacando-se o cultivo da variedade precoce Eva. Essa variedade é mais cultivada na Região Metropolitana de Curitiba, Lapa, Porto Amazonas e Campo do Tenente. Também são destaques as variedades Gala e Fuji, mais cultivadas nas regiões de Palmas e Guarapuava.
Os maiores municípios produtores de pêssego localizam-se na parte meridional da Região Metropolitana de Curitiba (Araucária, Contenda e São José dos Pinhais). As microrregiões que mais produzem pêssego são as de Curitiba, Francisco Beltrão, Irati, Lapa, Guarapuava, Rio Negro, Londrina e Pato Branco.
Com novas espécies introduzidas e aprimoradas, o plantio da uva vem sendo desenvolvido recentemente em terras do Paraná. Londrina é o município que mais produz uvas das variedades “moscatel” e “Itália”. A uva é mais produzida nas microrregiões de Maringá, Londrina, Assaí, Curitiba, Apucarana, Francisco Beltrão, Capanema e Cornélio Procópio. Demais frutas plantadas no Paraná são: abacate, abacaxi, ameixa, caqui, figo, limão, mamão, melancia, melão, nectarina, pêra e tangerina.

## Floricultura e plantas ornamentais
Em relação a floricultura, ramo da horticultura focado no cultivo e produção de plantas floríferas e ornamentais, o Paraná corresponde por 5% de toda produção nacional. São quase mil propriedades atuando neste mercado no estado em aproximadamente 108 municípios paranaenses. Os principais produtos da floricultura no Paraná são: gramado (53,2%); plantas perenes/ornamentais (15,2%); orquídeas (6%); crisântemos (6%); roseiras (5,6%); mudas de árvores para arborização (2,1%); muda de palmeira imperial (1,9%); beijo americano (0,9%); gérbera (0,8%); e solidaster (0,7%).
Os municípios que mais produzem flores estão nas regiões Norte, Oeste e Noroeste do Estado. Os principais produtores são Cascavel, Marialva, Peabiru, Maripá, Campo Mourão e Uniflor, que juntos detém um Valor Bruto do Produto de 51,6 milhões de reais. Em todo o estado a atividade resulta em 136.782.295,00 milhões de reais do Valor Bruto da Produção.
Na região de Curitiba a vocação produtiva é de plantas ornamentais e grama. Agudos do Sul, ao sul da Região Metropolitana de Curitiba, movimenta cerca de 12,8 milhões de reais por ano no setor e foi o primeiro município do estado a exportar plantas ornamentais. Londrina lidera no estado a produção de grama para jardinagem. A região dos Campos Gerais, possui o maior viveiro de bonsais da América do Sul. O município de Marialva, no norte do estado, reúne mais de 30 produtores e é considerado a capital das rosas, se destacando pela produção da flor, além de produzir outras flores como as orquídeas e plantas ornamentais como as suculentas. Somente no município, a atividade representa um movimento de 21 milhões de reais por ano. Já o município de Uniflor é um dos maiores produtores de flores do Paraná e em 2019 foi responsável pela produção de mais de 5 milhões de unidades, se destacando na produção de crisântemos.
Maripá, no oeste do estado, é conhecida por ser a cidade das orquídeas e é a maior produtora da flor no Paraná. As orquídeas estão por toda a parte. Nas casas dos moradores, nas praças, nos logradouros e nas festas. O município é responsáveis por 46% da produção paranaense, produzindo cerca de 100 mil unidades de orquídeas.

## Silvicultura e extrativismo vegetal

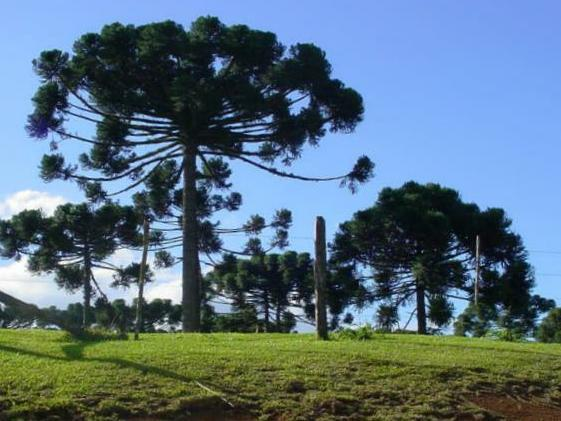
A madeira do pinheiro-do-paraná foi um produto importante do extrativismo vegetal.

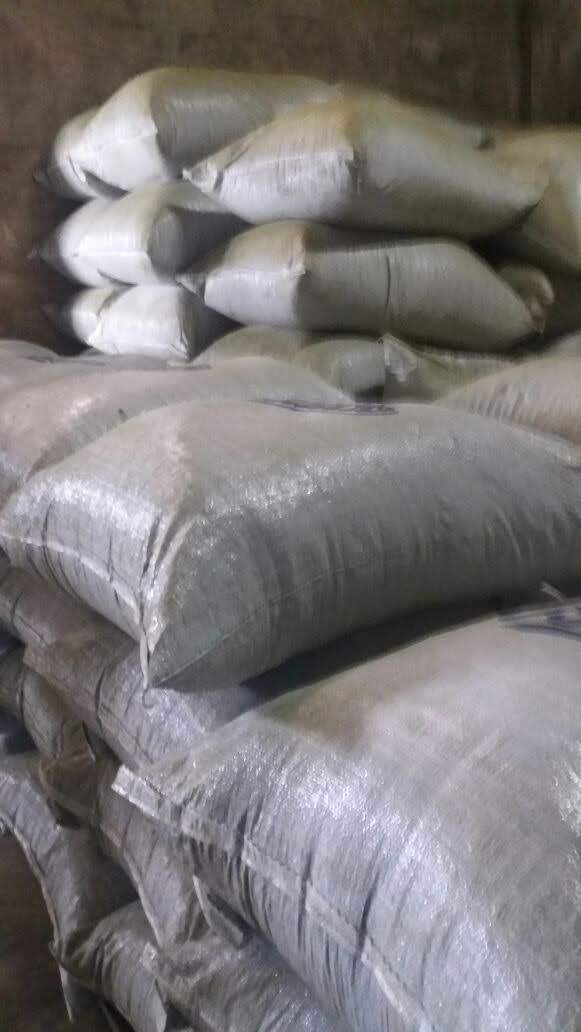
Sacas de erva-mate em São Mateus do Sul, no Paraná.

Uma riqueza importante do Paraná, a dos pinheirais, correu grande perigo devido à indústria de madeira e pela agricultura extensiva. Em 1984, segundo informações do Instituto de Terras e Cartografia do Paraná, as florestas do estado reduziram para 11,9% do que foi cinquenta anos anteriores, durante a implantação no Paraná do mais antigo código florestal. No final da década de 1980 em diante, o governo começou a melhor conscientizar a população em relação ao uso do solo e dos recursos florestais, a partir uma política que protegesse o meio ambiente.
Uma segunda riqueza vegetal que extrai-se dos solos do Paraná é a erva-mate (utilizada principalmente para chás e chimarrão). É no Paraná onde se encontram os dez municípios com maior produção da extração da erva-mate do Brasil. No Paraná está concentrada 87% de toda produção nacional, com pouco mais que 345 mil toneladas referente ao ano de 2018. Estima-se que a produção envolva 100 mil pessoas no estado, principalmente na região centro-sul. São Mateus do Sul é o município com o maior volume de erva-mate extrativa, concentrando 17,8% do total nacional. A produção no município atingiu aproximadamente 70 mil toneladas de erva-mate e gerou um valor de 100,5 milhões de reais em 2017. Só a produção concentrada no município de São Mateus do Sul supera toda a produção do Rio Grande do Sul e de Santa Catarina. A erva-mate cultivada na região de São Mateus do Sul possui reconhecimento de indicação de procedência, com critérios de qualidade específicos, que levam em consideração a genética, o cultivo, a produção e todo o processamento. São destaques ainda os municípios de Cruz Machado, General Carneiro, Bituruna, Paula Freitas, Inácio Martins, Palmas, União da Vitória, Irati e Pinhão. Ao todo, 136 municípios cultivam erva-mate no Paraná. A extração de erva-mate, concentrada na Região Sul, gera o segundo maior valor de produção entre os produtos não-madeireiros, com 468,4 milhões de reais e uma produção com 393,0 mil toneladas.
Em 2018 os valores da silvicultura e da extração vegetal somaram 20,6 bilhões de reais no Brasil. Atrás somente de Minas Gerais, o Paraná registrou um valor de produção da silvicultura de 3,1 bilhões de reais. O Paraná possuía a segunda maior área de florestas plantadas do país, com 1,5 milhão de hectares, dos quais 53,4% são cultivados o pinus.
Segundo o IBGE o município de Telêmaco Borba é o maior gerador de riquezas da silvicultura no Brasil. Em 2018, o município apresentou o maior valor de produção do país, atingindo 326,9 milhões de reais. Telêmaco Borba possuía 165,3 mil hectares de área plantada para a silvicultura, sendo 93,3 mil hectares ocupados por eucalipto, e outros 71,7 mil hectares com pinus. O município é destaque nacional na produção de madeira, tendo uma das maiores áreas de reflorestamento do Paraná e do Brasil. Em relação a madeira, a produção é destinada à indústria de celulose. No âmbito estadual, outros municípios também se destacam: entre os oito com maior valor da silvicultura no Paraná, cinco estão nos Campos Gerais. Entre os maiores estão: General Carneiro, Cerro Azul, Arapoti, Ortigueira, Cândido de Abreu, Tibagi, Reserva, Imbaú, Curiúva e Jaguariaíva.